# Masato Ito
Masato Ito (1990) es un deportista japonés que compite en ciclismo en la modalidad de BMX estilo libre. Ganó una medalla de plata en el Campeonato Mundial de Ciclismo Urbano de 2022, en la prueba de flatland.

## Palmarés internacional
| Campeonato Mundial | Campeonato Mundial | Campeonato Mundial | Campeonato Mundial |
| Año                | Lugar              | Medalla            | Competición        |
| ------------------ | ------------------ | ------------------ | ------------------ |
| 2022               | Abu Dabi (EAU)     | Medalla de plata   | Flatland           |